# 抚顺市第一中学
抚顺市第一中学简称抚顺一中，是中国辽宁省抚顺市的一所高级中学，创建于1953年。学校校名由郭沫若先生题写。

## 历史
1953年，学校成立，为初级中学。
1956年，学校变为完全中学。
1978年，学校被确定为辽宁省首批办好的重点中学。
1983年，学校变为独立高中。
2003年，学校被评为辽宁省示范性普通高中。